# Dussertita
La dussertita és un mineral de la classe dels fosfats, que pertany i dona nom al grup de la dussertita. Rep el nom en honor de Jean Baptiste Desiré Dussert (1872-1928), inspector general de mines i enginyer de mines francès que va treballar a Algèria.

## Característiques
La dussertita és un arsenat de fórmula química BaFe₃3+(AsO₄)(AsO₃OH)(OH)₆. Cristal·litza en el sistema trigonal. La seva duresa a l'escala de Mohs és 3,5.
Segons la classificació de Nickel-Strunz, la dussertita pertany a «08.BL: Fosfats, etc. amb anions addicionals, sense H₂O, amb cations de mida mitjana i gran, (OH, etc.):RO₄ = 3:1» juntament amb els següents minerals: beudantita, corkita, hidalgoïta, hinsdalita, kemmlitzita, svanbergita, woodhouseïta, gal·lobeudantita, arsenogoyazita, arsenogorceixita, arsenocrandal·lita, benauita, crandal·lita, eylettersita, gorceixita, goyazita, kintoreïta, philipsbornita, plumbogummita, segnitita, springcreekita, arsenoflorencita-(La), arsenoflorencita-(Nd), arsenoflorencita-(Ce), florencita-(Ce), florencita-(La), florencita-(Nd), waylandita, zaïrita, arsenowaylandita, graulichita-(Ce), florencita-(Sm), viitaniemiïta i pattersonita.

## Formació i jaciments
Va ser descoberta a Djebel Debar, a la localitat de Guelma, dins la província de Constantina (Algèria). També ha estat descrita als Estats Units, França, Grècia, República Txeca, Alemanya, Grècia, Espanya, Turquia, Rússia, la República Popular de la Xina i Austràlia. Als territoris de parla catalana ha estat trobada únicament a la mina Linda Mariquita, a la localitat d'El Molar (Priorat, Tarragona).